# Kento Matsuura
Kento Matsuura (松浦健人?, Matsuura Kento; 29 marzo 1994) è un fumettista giapponese.

## Biografia
È principalmente noto per essere il disegnatore di Phantom Seer, manga scritto da Tōgo Gotō e serializzato dal 2020 al 2021 su Weekly Shōnen Jump.

## Carriera
A inizio carriera, Kento Matsuura è un assistente di Yoshiaki Sukeno durante la serializzazione di Twin Star Exorcists. Successivamente assisterà anche Shiro Usazaki durante la serializzazione di Act-Age. 
Nel 2015, a soli 21 anni, riceve una menzione d'onore al 99° Jump Treasure Manga Award, concorso per nuovi talenti indotto da Shūeisha, con la storia breve Ginzokuya Cerberus. Nel 2017 ha inizio la sua ferrea collaborazione con il mangaka scrittore Tōgo Gotō con il one-shot Mirra goshiki, pubblicato su Jump GIGA. Nello stesso anno la successiva collaborazione, una miniserie da 3 capitoli intitolata Suikyu donburako, pubblicata sempre su Jump GIGA. Nel 2018 il duo vince la 13° Gold Future Cup con il one-shot Honomieru shōnen, ottenendo così il diritto di una serializzazione su Weekly Shōnen Jump. Questo one-shot diventerà successivamente l'opera più nota del duo, Phantom Seer. Nel 2019, in collaborazione con Yuki Tanaka, inizia la sua prima serializzazione su Shōnen Jump, Tokyo Shinobi Squad, in qualità di disegnatore. La serie però non ha il successo desiderato e viene conclusa dopo soli 27 capitoli. Pochi mesi prima della sua seconda serializzazione, Matsuura torna a collaborare con Gotō con Kura kari no kyutetsuki, pubblicato su Jump GIGA.
Dal 2020 al 2021 Phantom Seer viene serializzato su Shōnen Jump, per un totale di 30 capitoli più un epilogo speciale, La serie verrà successivamente pubblicata in Italia da Star Comics. Durante la serializzazione di Phantom Seer su Shōnen Jump, Matsuura e Goto partecipano insieme a tutti gli altri autori presenti sulla rivista al progetto "One Piece 1000-wa Kinen! Tokubetsu Bangai-hen" per celebrare il raggiungimento del 1000° capitolo di One Piece di Eiichirō Oda. Nel 2021 Matsuura si occupa, insieme a Sekka Iwata, del one-shot Sekai no owari no Pen Friend, pubblicato su Shōnen Jump+.
Negli anni successivi, Kento Matsuura e Tōgo Gotō collaboreranno nuovamente in due occasioni: nel 2022 per Harukaze Mound e nel 2024 per Kamen kitan teo, entrambi one-shot pubblicati su Weekly Shōnen Jump.
Sempre nel 2024 collabora con Kouji Miura, autrice di Blue Box, per il one-shot Dokudoku. Nel 2025 inizia la sua terza serializzazione su Weekly Shōnen Jump, la seconda assieme a Tōgo Gotō, con Harukaze Mound, tratto dall'omonimo one-shot del 2022.

## Opere
- Ginzokuya Cerberus (ギゾク屋ケルベロス?, Gizokuya Keruberosu), one-shot (2015)
- Mirra goshiki (ミイラ伍式?), sceneggiato da Tōgo Gotō, one-shot (2017, Jump GIGA)
- Suikyu donburako (水球どんぶらこ?), sceneggiato da Tōgo Gotō, miniserie (2017-2018, Jump GIGA)
- Honomieru shōnen (仄見える少年?), sceneggiato da Tōgo Gotō, one-shot (2018, Weekly Shōnen Jump #39)
- Tokyo Shinobi Squad (トーキョー忍スクワッド?, Tōkyō Shinobi Sukuwaddo), sceneggiato da Yuki Tanaka (2019, Weekly Shōnen Jump)
- Kura kari no kyutetsuki (暗狩りの吸血鬼?), sceneggiato da Tōgo Gotō, one-shot (2019, Jump GIGA 2020 WINTER)
- Phantom Seer (仄見える少年?, Honomieru shōnen), sceneggiato da Tōgo Gotō (2020-2021, Weekly Shōnen Jump)
- Sekai no owari no Pen Friend (世界のおわりのペンフレンド?, Sekai no owari no Pen Furendo), sceneggiato da Sekka Iwata, one-shot (2021, Shōnen Jump+)
- Harukaze Mound (ハルカゼマウンド?, Harukaze Maundo), sceneggiato da Tōgo Gotō, one-shot (2022, Weekly Shōnen Jump #33)
- Kamen kitan teo (仮面奇譚テオ?), sceneggiato da Tōgo Gotō, one-shot (2024, Weekly Shōnen Jump #22/23)
- Dokudoku (どくどく?), sceneggiato da Kouji Miura, one-shot (2024, Weekly Shōnen Jump #39)
- Harukaze Mound (ハルカゼマウンド?, Harukaze Maundo), sceneggiato da Tōgo Gotō (2025-in corso, Weekly Shōnen Jump)